# Kommentar (Journalismus)
Ein Kommentar im Journalismus ist ein Meinungsbeitrag zu einem Thema, der den Autor namentlich nennt. Bei Printmedien wird der Verfasser oft abgebildet und in der Presseschau zitiert; in Hörfunk und Fernsehen spricht der Autor den Kommentar meistens selbst. Besondere Formen des Kommentars sind Glosse und Kolumne. Der Kommentar wird meistens verwendet, um die Leser von seinem Standpunkt zu überzeugen.
Meinungsbeiträge in den Medien sind durch Artikel 5 des Grundgesetzes für die Bundesrepublik Deutschland geschützt. Die Trennung von Meinungen und Informationen soll Transparenz für den Leser herstellen. Vor allem im Boulevardjournalismus werden nachrichtliche (Bericht) und meinungsorientierte Darstellungsweise (Kommentar) jedoch auch innerhalb eines Beitrages vermischt.
„Der Kommentar nimmt im Regelfall zu einer aktuellen Nachricht Stellung. Er erläutert die Wichtigkeit des Themas, interpretiert die Bedeutung, macht mit Zusammenhängen vertraut, stellt Kombinationen an, wägt unterschiedliche Auffassungen ab, setzt sich mit anderen Standpunkten auseinander und verhilft dem Leser dazu, sich ein abgerundetes Bild über das Ereignis zu machen.“ In einem guten Kommentar sollte der Hintergrund analysiert und erklärt, außerdem die Meinung des Schreibers argumentativ belegt werden. Er soll die Leser dazu anregen, sich eine eigene Meinung zum Thema zu bilden.
Walther von La Roche unterscheidet drei Arten von Kommentaren: den Argumentationskommentar, den „Geradeaus-Kommentar“ und den „Entweder-oder-Kommentar“. Nowag/Schalkowski teilen in erklärende, bewertende und argumentierende Kommentare ein.